# Regió eclesiàstica Piemont

La regió eclesiàstica piemontesa al territori italià

La regió eclesiàstica Piemont és una de les setze regions eclesiàstiques en les que està dividit el territori de l'Església catòlica a Itàlia.

## La regió eclesiàstica avui

### Territori
El seu territori es correspon amb els límits de les regions administratives del Piemont i de la Vall d'Aosta, encara que hi ha petites variacions als límits, car les delimitacions de les diòcesis segueixen criteris propis, independents de les fronteres civils; el territori de la diòcesi de Tortona pertany a la regió eclesiàstica Ligúria, alguns municipis meridionals de la província d'Alessandria pertanyen a l'arxidiòcesi de Gènova, la diòcesi de Novara conté una parròquia situada en territori llombard, i la diòcesi del baix Piemont té diversos municipis ligurs.
La regió està formada per dos províncies eclesiàstiques, de les quals depenen altres diòcesis:
- Província eclesiàstica de Torí:
  - arquebisbat de Torí, metropolitana
    - bisbat d'Acqui
    - bisbat d'Alba
    - bisbat d'Aosta
    - bisbat d'Asti
    - bisbat de Cuneo
    - bisbat de Fossano
    - bisbat d'Ivrea
    - bisbat de Mondovì
    - bisbat de Pinerolo
    - bisbat de Saluzzo
    - bisbat de Susa
- Província eclesiàstica de Vercelli:
  - arquebisbat de Vercelli, metropolitana
    - bisbat d'Alessandria
    - bisbat de Biella
    - bisbat de Casale Monferrato
    - bisbat de Novara

### Organigrama

#### Conferència episcopal del Piemont
- President: Cesare Nosiglia, arquebisbe de Torí
- Vicepresident: Pier Giorgio Micchiardi, bisbe d'Acqui
- Secretari: Franco Lovignana, bisbe d'Aosta

## Història
Les primeres formes d'evangelització en les àrees de la regió eclesiàstica moderna es deuen a sant Eusebi, primer bisbe de Vercelli, qui en el segle iv, en tornar de l'exili va començar a treballar per crear una església viva en aquesta zona fronterera. La seva obra va ser continuada pels seus deixebles, especialment per Màxim, que va ser bisbe de Torí el segle següent, segle en el qual es van establir molts llocs sagrats i també va començar l'evangelització de les terres aostanes (des del 450 està present una presència episcopal en aquestes terres). Als segles següents el cristianisme era capaç de resistir a les terres de Piemont durant les invasions hongareses i sarraïnes.

## Tribunal eclesiàstic
Les causes eclesiàstiques són jutjades en primera instància pel Tribunal eclesiàstic piamontès, i en segon grau pel llombard, mentre que el tribunal eclesiàstic piamontès jutja en segon grau les causes que, en primera instància, són jutjades pel tribunal eclesiàstic ligur.